# Andrzej Orłow
Andrzej Marek Orłow (ur. 24 września 1941) – polski brydżysta, Mistrz Międzynarodowy, kapitan drużyny Okręgowa Izba Lekarska w Warszawie.
Andrzej Marek Orłow jest członkiem honorowym PZBS (1996) odznaczonym złotą odznaką PZBS (1981), sędzią okręgowym oraz trenerem I klasy.
Pracował aktywnie w WBF, EBL i PZBS:
- W latach 1996..1999 był członkiem Komitetu WBF do spraw współpracy z MKOL;
- W latach 1999..2001 był członkiem Komitetu Seniorów EBL;
- W latach 1990..1998 był Prezesem PZBS.

Andrzej Marek Orłow kierował Komitetem Organizacyjnym 10. Otwartych Mistrzostw Europy, które odbyły się w Warszawie w roku 1999.
Był niegrającym kapitanem (npc) polskich reprezentacji:
- Kobiet w Turku na 38 Mistrzostwach  Europy Teamów (13. miejsce);
- Open w roku 1991 w Jokohamie na 30 Mistrzostwach Świata Teamów (2. miejsce);
- Seniorów w roku 1998 w Lille na 10 Mistrzostwach Świata (3. miejsce).

## Wyniki brydżowe

### Zawody światowe
W światowych zawodach zdobył następujące lokaty:
| Mistrzostwa Świata. Konkurencja teamów | Mistrzostwa Świata. Konkurencja teamów | Mistrzostwa Świata. Konkurencja teamów | Mistrzostwa Świata. Konkurencja teamów | Mistrzostwa Świata. Konkurencja teamów | Mistrzostwa Świata. Konkurencja teamów |
| Rok                                    | Miejsce                                | Zawody                                 | Kategoria                              | Drużyna                                | Pozycja                                |
| -------------------------------------- | -------------------------------------- | -------------------------------------- | -------------------------------------- | -------------------------------------- | -------------------------------------- |
| 1994                                   | Albuquerque                            | 9 Mistrzostwa Świata                   | Open                                   | Leśniewski                             | 17                                     |

### Zawody europejskie
W europejskich zawodach zdobył następujące lokaty:
| Zawody europejskie. Konkurencja teamów | Zawody europejskie. Konkurencja teamów | Zawody europejskie. Konkurencja teamów | Zawody europejskie. Konkurencja teamów | Zawody europejskie. Konkurencja teamów | Zawody europejskie. Konkurencja teamów |
| Rok                                    | Miejsce                                | Zawody                                 | Kategoria                              | Drużyna                                | Pozycja                                |
| -------------------------------------- | -------------------------------------- | -------------------------------------- | -------------------------------------- | -------------------------------------- | -------------------------------------- |
| 1998                                   | Akwizgran                              | 5 Mistrzostwa Europy Mikstów           | Miksty                                 | Puczyński                              | 9                                      |
| 1995                                   | Vilamoura                              | 42 Mistrzostwa Europy Teamów           | Seniorzy                               | Poland 1                               | 2                                      |

## Klasyfikacje brydżowe
- Andrzej Orłow – klasyfikacja PZBS
- Andrzej Orłow – klasyfikacja EBL (ang.)
- Andrzej Orłow – klasyfikacja WBF (ang.)